# Teocosmo
Teocosmo (en griego antiguo: Θεόκοσμος, romanizado: Theocosmus) fue un escultor griego nacido en Mégara, activo en su ciudad y en Delfos en la segunda mitad del siglo V a. C. Fue el padre del escultor Calicles de Mégara.
Formaba parte de una familia de artistas de Mégara; además de la suya, están atestiguadas las actividades escultóricas tanto de su hijo Calicles como de su nieto Apelas.
Con la ayuda de Fidias, trabajó en una estatua entronizada de Zeus para el Olmpieo de Mégara, que quedó inacabada debido al estallido de la guerra del Peloponeso en 431 a. C. y las incursiones consiguientes de los atenienses en el territorio megarense El rostro pudo acabarse en oro y marfil (criselefantino), pero como durante la guerra no se disponía de recursos para estos materiales, el resto se realizó en arcilla y yeso. En la parte posterior del trono yacían algunos troncos de madera a medio forjar, que Teocosmo había pensado cubrir con marfil y oro, y utilizar para completar la estatua. Sobre la cabeza del dios estaban las Horas y las Moiras. Las partes de madera del resto de la figura, destinadas a trabajos posteriores, se expusieron detrás del templo. 
También hizo las estatuas que formaban parte del gran exvoto dedicado por los lacedemonios en Delfos, del botín de la batalla de Egospótamos (405 a. C.) La obra contenía unas cuarenta estatuas de bronce de dioses, espartanos, Lisandro con su vidente Agías, su timonel Hermón y un heraldo, así como los navarcos de las ciudades aliadas de Esparta. Por lo tanto, Teocosmo debió de florecer desde antes del comienzo hasta después del final de la guerra del Peloponeso, es decir, en números redondos, hacia 435-430 a. C.